# فیلیپه گابریل
فیلیپه گابریل (به پرتغالی: Fellype Gabriel de Melo e Silva) هافبک اهل برزیل است که در شهر ریودو ژانیرو و در تاریخ ۶ دسامبر ۱۹۸۵ به دنیا آمده‌است.
فیلیپه گابریل در تیم‌های فوتبال فلامینگو سابقهٔ حضور دارد.